# Никульцево
Нику́льцево — деревня в Грязовецком районе Вологодской области России.
Входит в состав Перцевского муниципального образования, с точки зрения административно-территориального деления — в Перцевский сельсовет.
Расположена на берегу Комёлы в 25 км к юго-востоку от Вологды. Расстояние по автодороге до районного центра Грязовца — 21 км, до центра муниципального образования Слободы — 10 км.

## Население
| 2010 |
| ---- |
| 0    |

По переписи 2002 года население — 4 человека.